# Wojciech Bartos Głowacki
Wojciech Bartos (Bartosz, Kuman), od 1794 z nazwiskiem Głowacki (ur. ok. 1758 w Zakrzowie niedaleko Skalbmierza albo w Rzędowicach, zm. 9 czerwca 1794 w Kielcach) – polski chłop, kosynier w czasie insurekcji kościuszkowskiej, chorąży grenadierów krakowskich.
Wziął udział w insurekcji kościuszkowskiej, w bitwie pod Racławicami 4 kwietnia 1794 odznaczył się wielkim męstwem (zdobył działo rosyjskie, gasząc lont czapką), za co został mianowany chorążym; otrzymał także nazwisko Głowacki. Został śmiertelnie ranny podczas bitwy pod Szczekocinami 6 czerwca 1794, zmarł i został pochowany w Kielcach. Po klęsce powstania stał się symbolem waleczności i męstwa.

## Życiorys
Bartosz Głowacki urodził się około roku 1758, prawdopodobnie we wsi Rzędowice (co zaznaczył Kościuszko w piśmie z obozu pod Bosutowem (13 kwietnia 1794) w sprawie „Wojciecha Głowackiego (...) rodem z Rzędowic; również patent na chorążego określał, że W. Głowacki „ze wsi Rzędowic”). Był chłopem pańszczyźnianym Antoniego kniazia Szujskiego.
Jednak co do jego miejsca urodzenia powstały wątpliwości po tym, jak stwierdzono, że dokumenty parafialne z Koniuszy z lat 1810–1860 (wcześniejsze księgi tejże parafii, do której należały Rzędowice, spłonęły w 1796) nie wspominają o innych Bartoszach, poza rodziną Wojciecha. Ambroży Grabowski we „Wspomnieniach” natomiast wymienia miejsce urodzenia Bartosza jako Zakrzów, w pobliżu Skalbmierza (także skalbmierskie księgi spłonęły w 1794), ale autor „Wspomnień” mógł go pomylić ze Stanisławem Świstackim.
Również co do jego wieku nie ma pewności, ale przypuszcza się, że Wojciech przyszedł na świat między 1758 a 1765 rokiem. Należy jednak skłaniać się ku 1765, gdyż pod broń jako rekrutów dymnych powoływano mężczyzn mających od 18 do 28 lat; tylko w nielicznych przypadkach przekraczano maksymalny wiek 28 lat, ale o nie więcej niż 2 lata.
Małżeństwo zawarł około 1783 z mieszkanką wsi Jadwigą Czernikową, urodzoną przypuszczalnie w pobliżu 1749. Wynikałoby tak z aktu zgonu z 1829, według którego w chwili śmierci miała 80 lat. Należy przypuszczać, że była nieco starsza od Wojciecha. Tak wielka różnica wieku pomiędzy małżonkami (kilkanaście lat) byłaby jednak mało prawdopodobna, a w owych czasach dokładny wiek starych osób nie był często znany, wobec czego Czernikowa zapewne urodziła się nieco później. Nie wniosła posagu. Bartoszowie mieli trzy córki: Helenę (urodzoną około 1784), Cecylię (1790) i Justynę (1794). Mieszkali w lichej, kurnej chałupie, która jeszcze przed śmiercią Jadwigi zapadła się i została usunięta; chłopi rzędowiccy opowiadali o tym F. Rybarskiemu i J. Styce; wobec tego późniejsze pokazywanie (J. Styce 10 IV 1894 r.) porządnego domu z belek na zrąb o paru oknach, ze strzechą i kominem, jako pozostałości po Bartoszach, należy uznać za próbę upiększenia smutnej rzeczywistości. Na skutek zawalenia chałupy, wdowa po Wojciechu „została na stare lata komornicą”. Zdaniem K. Kozika, gospodarstwo Bartoszów było 4-morgowe, ale S. Szczotka (Polski Słownik Biograficzny) przyjmuje 9-morgowe. Żyło im się ciężko, nie mieli konia, a krowę i nierogaciznę dostali dopiero po Racławicach od Szujskiego.

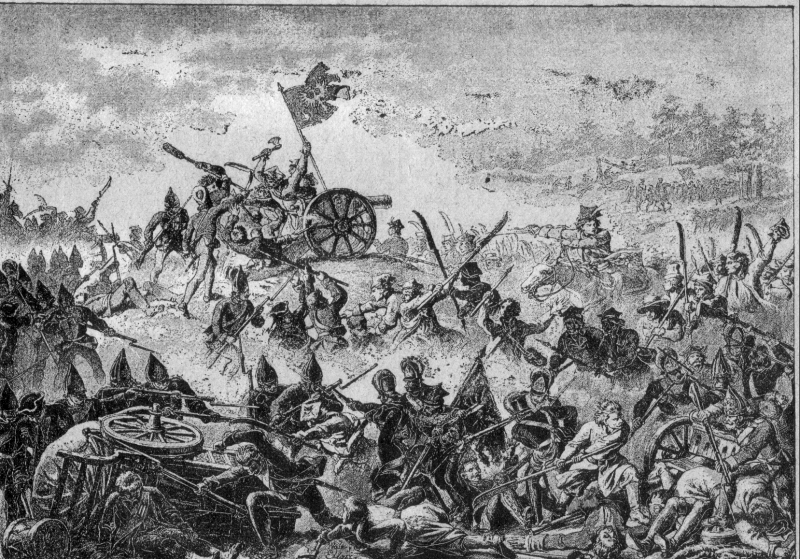
Bitwa pod Racławicami według Michała Stachowicza

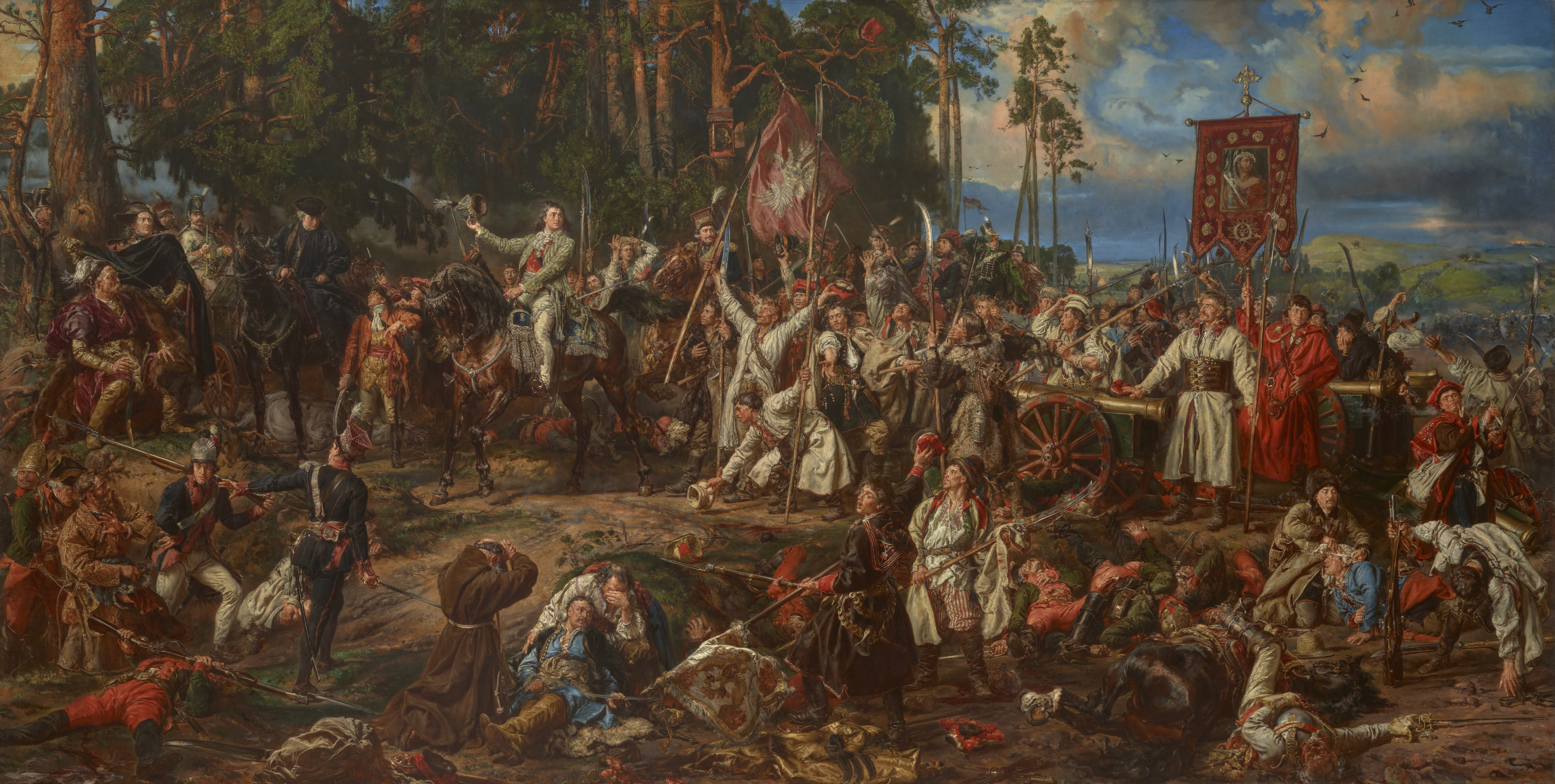
Drugi bohater bitwy racławickiej – Bartosz Głowacki – został przedstawiony przez Jana Matejkę z czapką na zdobycznej armacie

Wojciech Bartosz został powołany do wojska na mocy uchwały Komisji Porządkowej Województwa Krakowskiego z 25 marca 1794, która nakazywała ażeby każde miasto, miasteczko i wsie z 5 dymów jednego człowieka młodego, zdrowego i czerstwego, w 3 dniach od odebrania niniejszego listu okólnego z bronią, to jest z karabinem z kilku ładunkami, albo piką 11 stóp długą [ok. 3,28 m] i z siekierą, ubranego po wieśniacku, jak pospolicie wieśniacy na wsi chodzą, dostawiona [...] Ażeby każdy z tychże uzbrojonych ludzi miał czapkę, koszul dwie, buty dobre, płachtę, czyli grube prześcieradła z dwóch brytów, żeby był opatrzony sucharami na dni 6 i żeby miał dany lenung [czyli żołd] w pieniądzach na jeden miesiąc, tj. 15 złp. Dopiero 28 marca Komisja, zważając potrzebę jak najprędszego uzbrojenia ludu po wsiach, wprowadziła nową, popularną broń, kosę osadzoną na wprost kija długiego na około 2,40 m (5 łokci), co później doprowadziło do nazwania oddziałów chłopskich kosynierami. Powołanie do wojska Wojciecha Bartosza było spowodowane sprzeciwianiem się administracji dworskiej, czyli rządcy Strawińskiemu i ekonomowi, którzy to właśnie zgłosili go jako rekruta, aby pozbyć się kłopotów z nim związanych.
Do wojska Bartosz został wcielony na początku kwietnia, a już 4 kwietnia doszło do bitwy w pobliżu wsi Racławice, gdzie dowódcami walczących stron byli: polski naczelnik insurekcji Tadeusz Kościuszko i generał rosyjski A.P. Tormasow. Było to pierwsze poważne starcie, w którym Polacy wykorzystali jednostki chłopskie. Tormasow główną rolę wyznaczył artylerii; bateria armat zdążyła oddać tylko jedną salwę, zanim została zdobyta przez kosynierów, wyznaczonych do tego celu przez naczelnika Kościuszkę. W tym szybkim ataku uczestniczył, zdobywając pierwszą armatę, Wojciech Bartosz.
Za męstwo i odwagę okazaną w walce, jak również dla zachęcenia innych chłopów do udziału w powstaniu, naczelnik Kościuszko mianował go chorążym świeżo utworzonych Grenadierów Krakowskich. W związku z nominacją na oficera zmianie uległo również jego nazwisko, z chłopskiego Bartosz na Głowacki (nazwisko panieńskie jego matki). Zwolniony został z poddaństwa i otrzymał w dziedziczne posiadanie zamieszkiwaną przez siebie zagrodę. Prawie pewne jest również to, że Wojciech Głowacki nie został nobilitowany.

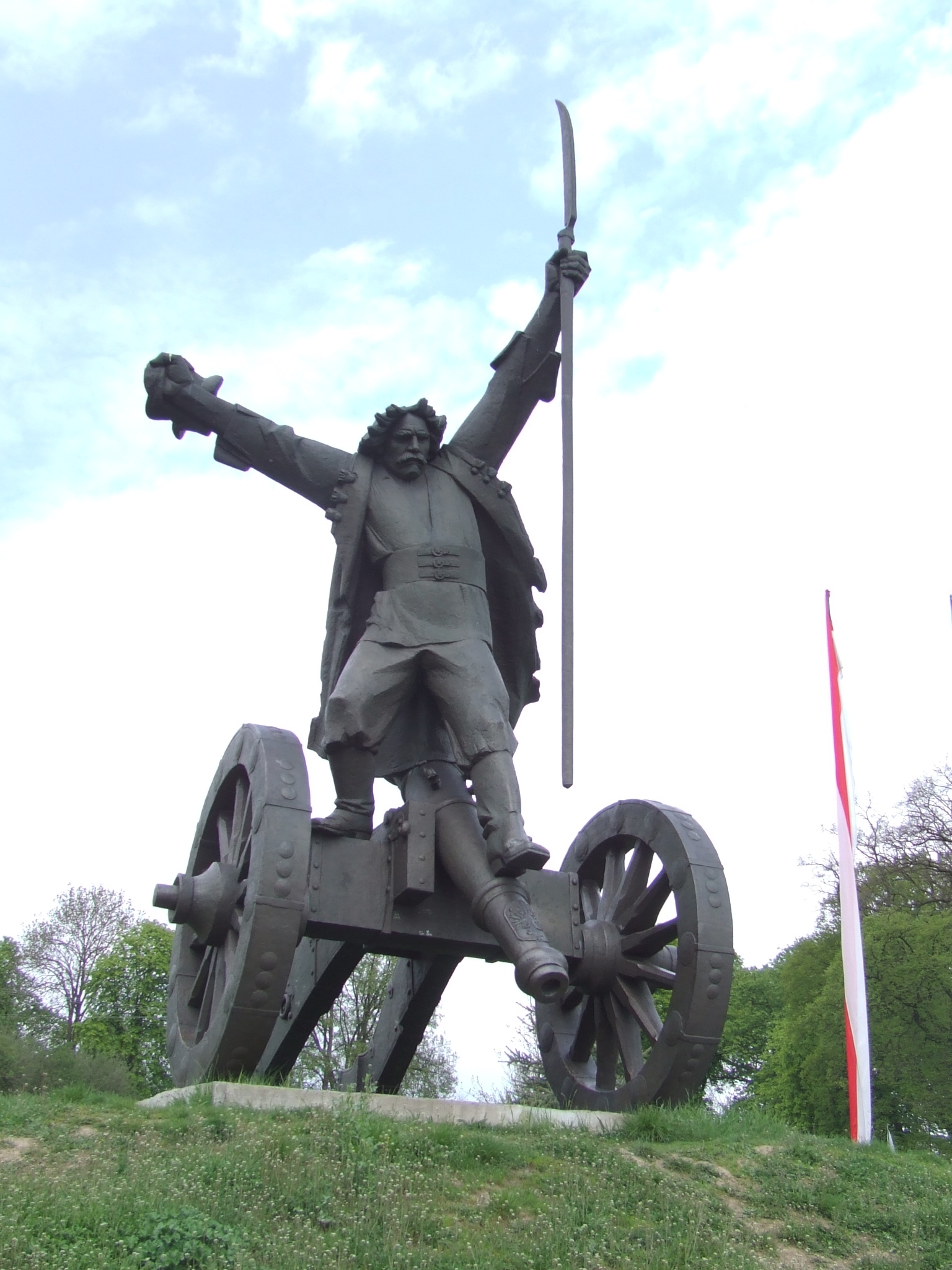
Pomnik Bartosza Głowackiego na polu bitewnym w Janowiczkach

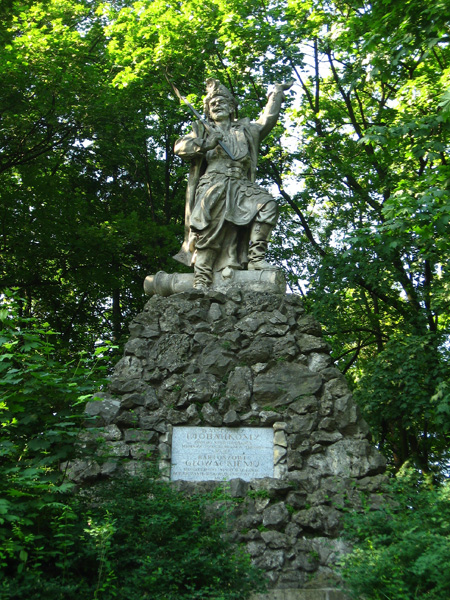
Pomnik Bartosza Głowackiego we Lwowie

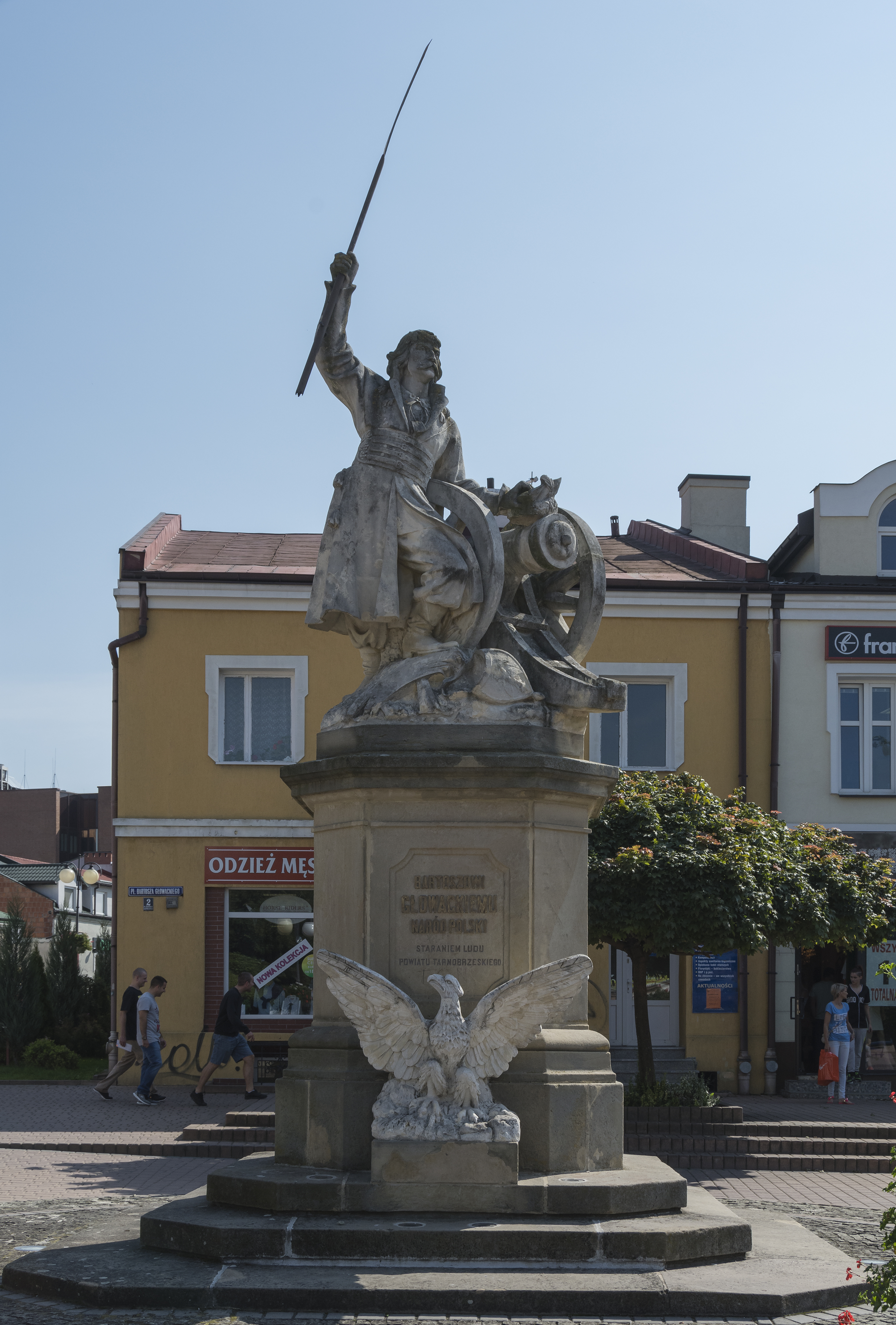
Pomnik Bartosza Głowackiego w Tarnobrzegu

Zagadkowa jest zmiana nazwiska. Istnieje na ten temat wiele hipotez, jednak do najbardziej prawdopodobnych zalicza się dwie następujące. Otóż pierwsza zakłada, że nazwisko Głowacki, Wojciech przyjął od panieńskiego nazwiska swej matki, a druga to ta według której Wojciechowi nazwisko to nadał sam Tadeusz Kościuszko, w taki sposób przedstawiał to poetycko Wojciech Skuza:
Bartoszowi rzekł Naczelnik,
że jest chłopem chwackim –
chłopem tobie więcej nie być!
– więc zwię cię – Głowacki!
6 czerwca 1794 doszło do bitwy pod Szczekocinami. Siły polskie liczyły 16 batalionów, 47 szwadronów i 33 działa oraz ponad 15 tysięcy żołnierzy. Natomiast wojska prusko-rosyjskie określa się na ponad 27 tys. żołnierzy i 134 działa. Polska bateria 6-działowa zajęła pozycje przy lasku, asekurowana z tyłu przez Regiment Grenadierów Krakowskich płk. Jana Krzyckiego, wśród których znajdował się również i Wojciech Głowacki. O wiele mniejsze siły polskie poniosły klęskę. Straty w ludziach ocenia się na ok. 1200 zabitych i rannych. Wśród 346 poszkodowanych, których dzięki niebywałym wysiłkom wyniesiono z pola bitwy był Wojciech Bartosz Głowacki. Jego stan okazał się jednak bardzo ciężki i nie udało się go uratować.
Data jego śmierci nie jest jednoznacznie określona. Uznaje się, iż nastąpiła między 6 a 9 czerwca 1794. Według towarzyszy z pola bitwy Bartosza, Dominika Paprockiego z Polikarpic i Jana Sadowskiego z Polanowic, zginął on „śmiertelnie plejzerowany” na polu bitwy. Lecz nie byli oni przy tym pewni, co świadczy po ich zastrzeżeniach, że nic nie wiedzą o jego pogrzebie. Oświadczenie to złożyli w 1810, aby wystawić urzędowe świadectwo śmierci Wojciecha Głowackiego, potrzebne do zamążpójścia jego najmłodszej, niepełnoletniej (16 lat) córce, Justynie. Według innej, bardziej prawdopodobnej tezy, Głowacki zmarł w wyniku odniesionych ran, w lazarecie między Małogoszczem a Kielcami, w czasie cofania się Kościuszki do Warszawy przez Małogoszcz (7 czerwca) i Kielce (9 czerwca).
Pochowany został prawdopodobnie w kościele NMP w Kielcach, 9 czerwca. Świadczy o tym notatka w księdze zmarłych, dokonana przez ówczesnego proboszcza: „Dnia tego pogrzebano 7 wojskowych z miłosierdzia (za darmo), pomiędzy nimi niejakiego Głowackiego”. Potwierdza to również ks. Władysław Siarkowski w książce „Groby kościoła N. Marii Panny w Kielcach...” (1872), pisząc: „W kaplicy na cmentarzu zwanym Ogrójcem znajduje się grób, w którym spoczywały przez kilkanaście lat zwłoki Bartosza Głowackiego, zwanego Kumem spod Racławic, zmarłego w szpitalu kieleckim 9 czerwca 1794 r. Zwłoki te następnie wydobyto i pochowano na cmentarzu kościelnym (katedralnym) między dwoma wiązami po prawej stronie kościoła, obierając za punkt fronton główny i drzwi wielkie kościoła”.
Innym argumentem potwierdzającym to jest zeznanie z 9 listopada 1929, wdowy po inżynierze – technologu S. Teraszkiewiczowej. Ofiarowała ona różaniec i krzyż stanowiące własność śp. Bartosza Głowackiego, wraz z następującym oświadczeniem: „W 1870 przy restauracji katedry kieleckiej i pod nią grobów biskupich, odrestaurowano również i Ogrójec przy katedrze. Ojciec mój – Franciszek Pantoczek (...) pamiętając z opowiadania ojca swego, a dziadka mego – Szymona Pantoczka, dawnego i stałego mieszkańca Kielc, że Wojciech Bartosz Głowacki, ciężko ranny w czasie cofania się Tadeusza Kościuszki spod Szczekocin do Małogoszcza przesłany był do Kielc, wkrótce zmarł i pochowany został w Kielcach w Ogrójcu koło kościoła katedralnego w skromnej chłopskiej trumnie, pomalowanej żółtą lubryką, zapragnął przekonać się, czy opowiadania te zgodne są z rzeczywistością, znalazł tam skromną, prostą trumnę, malowaną żółtą lubryką, po otwarciu której ukazały się zasuszone zwłoki, ubrane w chłopską sukmanę, gęsto pokrytą ciemnymi plamami (zacieki od krwi z ran); ręce, owinięte różańcem, złożone były na piersiach. Różaniec ten z krzyżem i przywartym doń kawałkiem sukmany, ojciec mój wziął sobie na pamiątkę”.

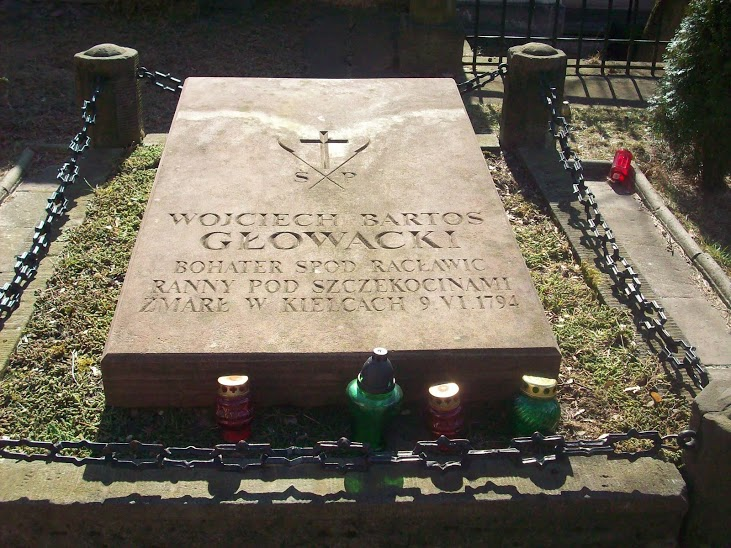
Płyta nagrobna przy katedrze pw. Wniebowzięcia Najświętszej Maryi Panny w Kielcach

Podczas jubileuszu 10-lecia Niepodległości (11 listopada 1928) na kieleckim cmentarzu katedralnym umieszczono tablicę pamiątkową, w zachodnim rogu cmentarza, z napisem: „Ś.P. Wojciech Bartosz – Głowacki, bohater spod Racławic”.
Z rysunku Michała Stachowicza, który mógł widzieć Bartosza Głowackiego w czasie uroczystej promocji na chorążego (8 kwietnia 1794), wynika, że był to mężczyzna wysoki, krępy, o twarzy ogorzałej, rysach regularnych, ok. lat 30, z bujną czupryną i wąsami ciemnoblond, o wysokim czole; twarz wyrażająca energię i zuchwałość.
Z pisarzy (pamiętnikarzy, historyków, literatów) żaden go nie widział na własne oczy, dlatego piszący później o Wojciechu Bartoszu nie ryzykowali ściślejszego opisu, zadowalając się dość płynnymi wizjami. Czesław Jankowski napisał więc (1907): „dębczak, konopiastą czupryną górował nad rówieśnikami, konie na paśnik pędzał, za kosę imał i cepy, bo w chałupie dydków nie było”. Wojciech Skuza (1933) kreślił: „Bartos – bitnik, wąsy kręci – chętnie bywa w karczmie”.
Postać Bartosza pojawiała się również w twórczości ludowej. Jedna z pieśni ludowych głosiła:
Bo czy w karczmie, czy w domu
Czy to taniec, wesele,
Nie dał bruździć nikomu,
Wszędzie był sam na czele.

## Upamiętnienie
- Kopiec Bartosz Głowackiego w Miechowie[5][6],
- Pomnik Bartosza Głowackiego we Lwowie, projektowany przez Juliana Markowskiego, ukończony przez Grzegorza Kuźniewicza, odsłonięty w 1906[7],
- Miejscowość Bartoszówka w województwie mazowieckim (od 1919 roku),
- W latach 1966–1990 Bartosz Głowacki był patronem Krakowskiego Pułku Obrony Terytorialnej w Krakowie[8][9],
- Pociąg pancerny „Bartosz Głowacki” walczący w wojnie polsko-bolszewickiej oraz w Kampanii Wrześniowej,
- 8 Bałtycka Dywizja Obrony Wybrzeża im. Bartosza Głowackiego[10],
- Pułk Strzelców im. Bartosza Głowackiego,
- Pomnik Bartosza Głowackiego w Tarnobrzegu,
- Pomnik Bartosza Głowackiego w Janowiczkach,
- Plac Bartosza Głowackiego w Tarnobrzegu,
- Ulica Bartosza Głowackiego w Bielsku-Białej,
- Ulica Bartosza Głowackiego w Brzegu,
- Ulica Bartosza Głowackiego w Brzesku,
- Ulica Bartosza Głowackiego w Bydgoszczy,
- Ulica Bartosza Głowackiego w Częstochowie,
- Ulica Bartosza Głowackiego w Jędrzejowie,
- Ulica Bartosza Głowackiego w Kamieńsku,
- Ulica Bartosza Głowackiego w Katowicach
- Ulica Bartosza Głowackiego w Kielcach,
- Ulica Bartosza Głowackiego w Krakowie,
- Ulica Bartosza Głowackiego w Olsztynie,
- Ulica Bartosza Głowackiego w Ostrołęce,
- Ulica Bartosza Głowackiego w Oświęcimiu,
- Ulica Bartosza Głowackiego w Pruszczu Gdańskim,
- Ulica Bartosza Głowackiego w Rzeszowie,
- Ulica Bartosza Głowackiego w Sanoku,
- Ulica Bartosza Głowackiego w Skwierzynie,
- Ulica Bartosza Głowackiego w Sulejówku,
- Ulica Bartosza Głowackiego w Szczecinie,
- Ulica Bartosza Głowackiego w Świdnicy,
- Ulica Bartosza Głowackiego w Gdyni,
- Ulica Bartosza Głowackiego w Sopocie,
- Ulica Bartosza Głowackiego w Tomaszowie Mazowieckim,
- Ulica Bartosza Głowackiego w Warszawie[11],
- Ulica Bartosza Głowackiego w Wodzisławiu Śląskim,
- Ulica Bartosza Głowackiego w Warcie,
- Ulica Bartosza Głowackiego we Wrocławiu,
- Ulica Bartosza Głowackiego w Skokach,
- Szkoła Podstawowa nr 39 im. Bartosza Głowackiego w Krakowie,
- Liceum im. Bartosza Głowackiego w Opatowie,
- Liceum Ogólnokształcące im. Bartosza Głowackiego w Tomaszowie Lubelskim,
- Zespół Szkół im. Bartosza Głowackiego w Proszowicach[12]
- Pomnik Bartosza Głowackiego we Gdowie,
- Bartosz Głowacki jest bohaterem opowiadania Więcej niż król (Maria Krüger, zbiór Złota korona).